# Johan Brun

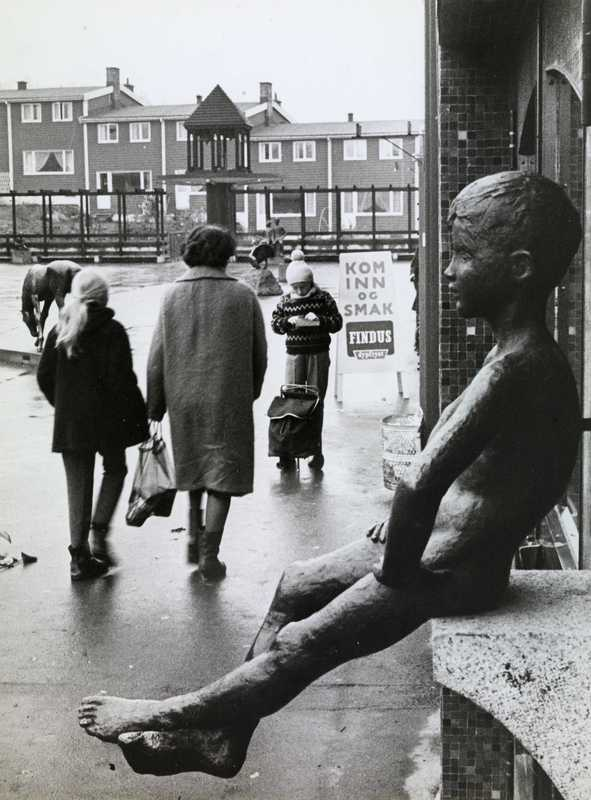
Veitvet centrum, 1963. Foto: Johan Brun / Muzeum Oslo

Johan Mangelsen Brun (19. října 1922 v Uvdalu – 27. dubna 2021  ) byl norský fotograf. V redakci Dagbladet pracoval od roku 1948 až do odchodu do důchodu v roce 1989.   

## Životopis
Brun se narodil v Uvdalu 19. října 1922 jako syn farmáře Henrika Natviga Bruna a učitelky Brity Bøckmannové. V roce 1954 se oženil s Ingrid Eliassenovou (nar. 1931).
Brun od roku 1948 pracoval jako fotograf pro noviny Dagbladet. Stal se známým svými sportovními snímky a později snímky přírody. Mezi jeho knihy patří Kapp til Kapp (s Richardem Papesem; 1956) a Vassfaret (1969; s Perem Hohleem) a ilustroval sérii historických knih Very Henriksenové.
Brun se proslavil, když svým bleskem oslepil sportovce Hjalmara Andersena tak, že během mistrovství Evropy v rychlobruslení v Bislettu v roce 1951 spadl na 10 000 metrů. Andersen směl jet znovu a závod vyhrál. Brun také pořídil slavnou fotografii alpinisty Steina Eriksena během olympiády v Oslu v roce 1952. Během olympiády ve Squaw Valley v roce 1960 byl jediným skandinávským novinářským fotografem. Poté měl krátkou dovolenou z Dagbladetu a pracoval pro Billedjournalen. V letech 1992-1994 byl tiskovým manažerem pro olympiádu v Lillehammeru.
Brun měl několik výstav a vydal několik knih. Mimo jiné vydal v roce 2003 na objednávku Norské správy silnic knihu Våre bruer. Jako důchodce se věnoval krajinářské fotografii. Podílel se také na registraci starých fotografií v Buskerudu.
Brun žil v Lier. Byl otcem fotografky Agnete Brunové působící také v redakci Dagbladetu a fotografa Mortena Bruna na volné noze.

## Vybraná díla
- BRUN, Johan; HOHLE, Per. Gjennom Vidalen og Vassfaret. Oslo: Gyldendal, 1969. OCLC 13065873 (norsky)[8]
- MARKUSSON, Marius; BRUN, Johan. Safari. Øst-afrikanske hverdagsbilder. Oslo: Gyldendal, 1969. OCLC 46949745 (norsky)[9]
- HENRIKSEN, Vera. Verdenstreet : mennesker og makter i Odins tid. Fotografie: Johan Brun a vignetty: Gro Eriksson. Oslo: Aschehoug, 1984. ISBN 9788203113741. OCLC 11953087 (norsky)[10]
- Hardangervidda. Redakce Barth Edvard K.; Johan Brun (co-editor, fotografie). Oslo: Luther Forlag, 1985. (Norges nasjonalparker; sv. 11). ISBN 9788253141862. OCLC 472821248 (norsky)[11]
- VESAAS, Olav. Telemark dikt og draum. Fotografie: Johan Brun. Oslo: Damm, 1992. ISBN 9788251777964. OCLC 1028272095 (norsky)[12]
- BRUN, Johan. Våre bruer. Summary in English by Henning Gundersen. Oslo: Damm, 2003. ISBN 9788249607600. OCLC 493465492 (norsky)[13]
- BORGE, Per Erik; JACOBSEN, Therese. Norge lys og landskap. Fotografie: Johan Brun. Oslo: Aschehoug, 2003. (norsky)[14]
- BJORLI, Trond. År og dag: Johan Bruns fotografier. Fotografie: Johan Brun, spolupráce: Norsk Folkemuseum, Dagbladet a Pax Forlag.. Oslo: Pax Forlag, 2005. ISBN 9788253027982. OCLC 1028425142 (norsky)[15]

## Galerie

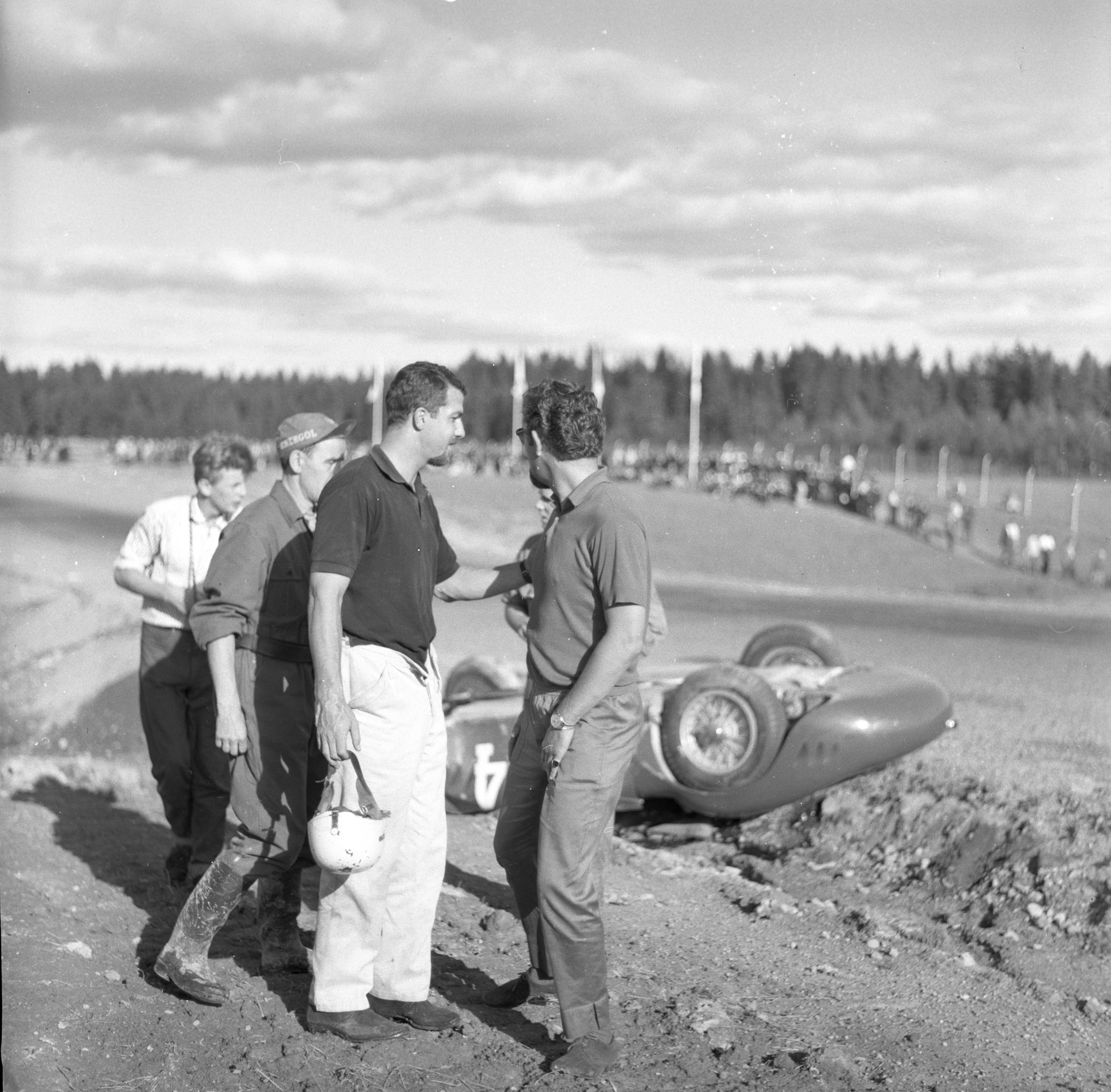
Joakim Bonnier byl profesionálním závodním jezdcem v roce 1958 a závodil na MS F1 i na MS sportovních vozů. Do Kanonloppetu v Karlskoze přijel v srpnu se svým starým dvoulitrovým Maserati 200SI, které vlastnil jeho přítel a multimilionář Ulf Norinder. Na snímku je vidět Bonnier (s helmou), jak uklidňuje Norindera. 1958.
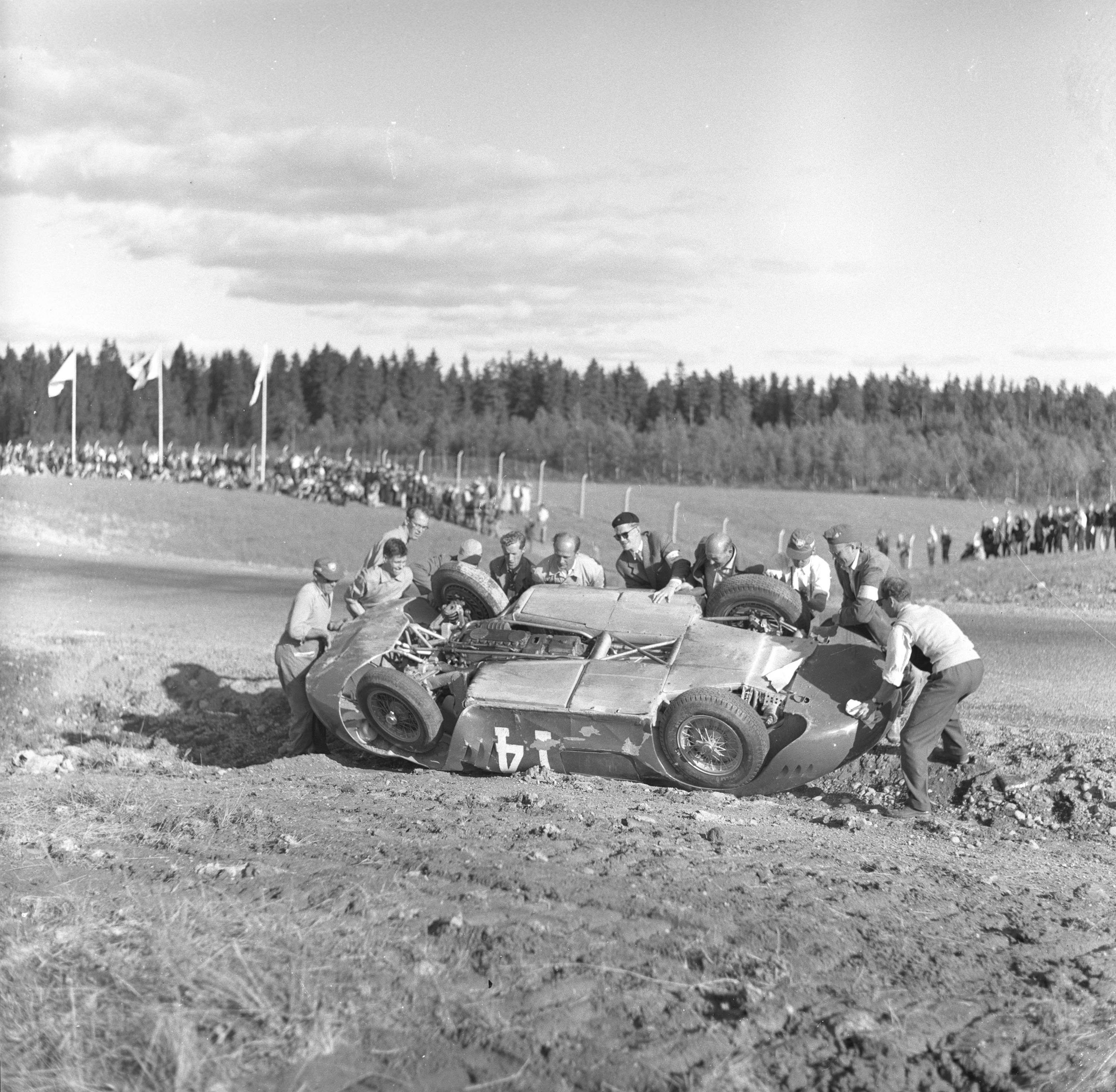
V hlavní soutěži byl Bonnier vytlačen z trati a vůz se převrátil. Vypadalo to velmi zle, ale Maserati přistálo nad příkopem a Bonnier se mohl bez úhony vyprostit ven.
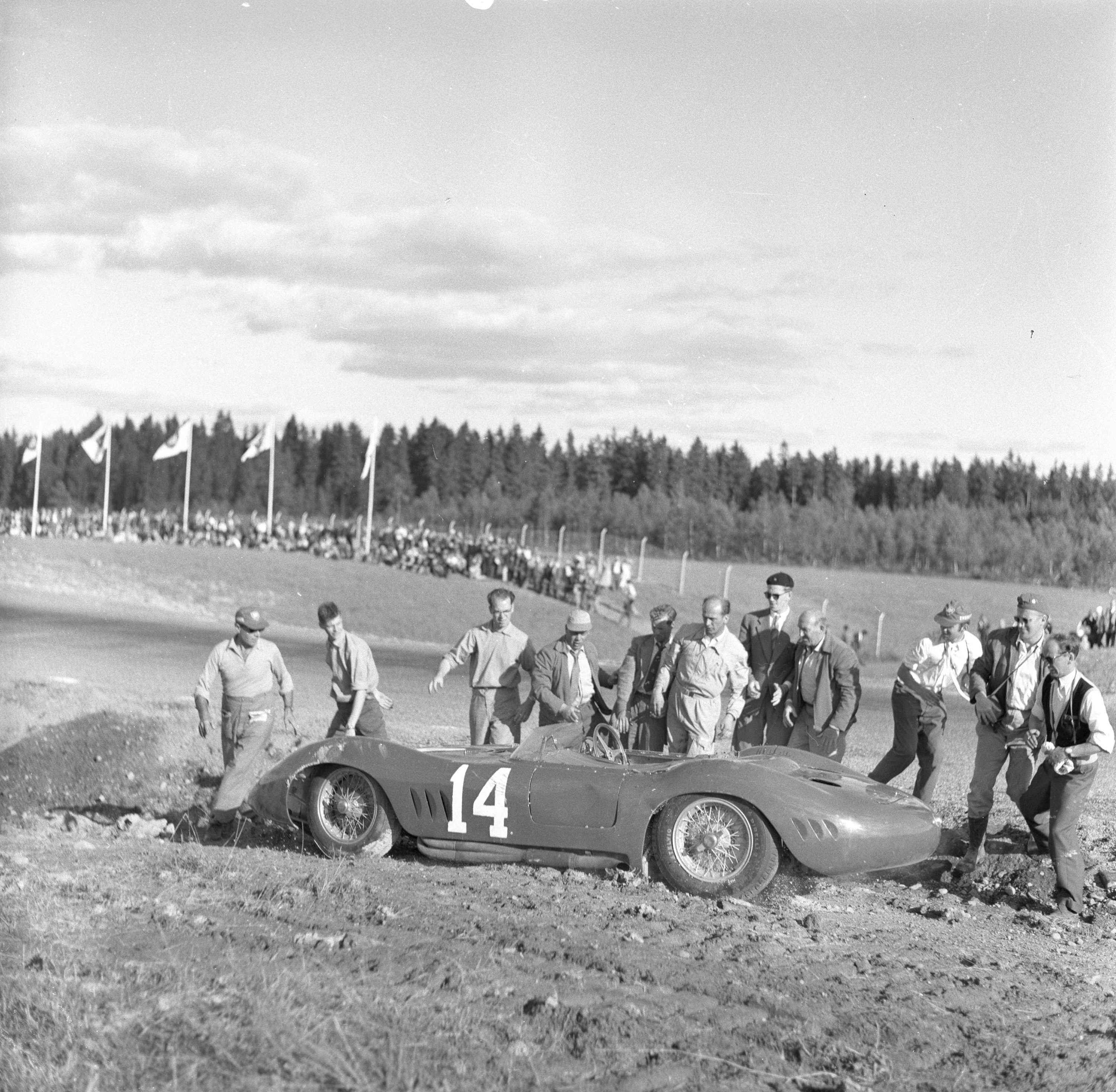
Po závodě byl vůz převrácen na kola (mimo jiné u toho byl Bo Ljungfeldt - ten plešatý v bílé kombinéze). O pět dní později Bonnier i Maserati opět závodily (nyní s Norinderem za volantem).
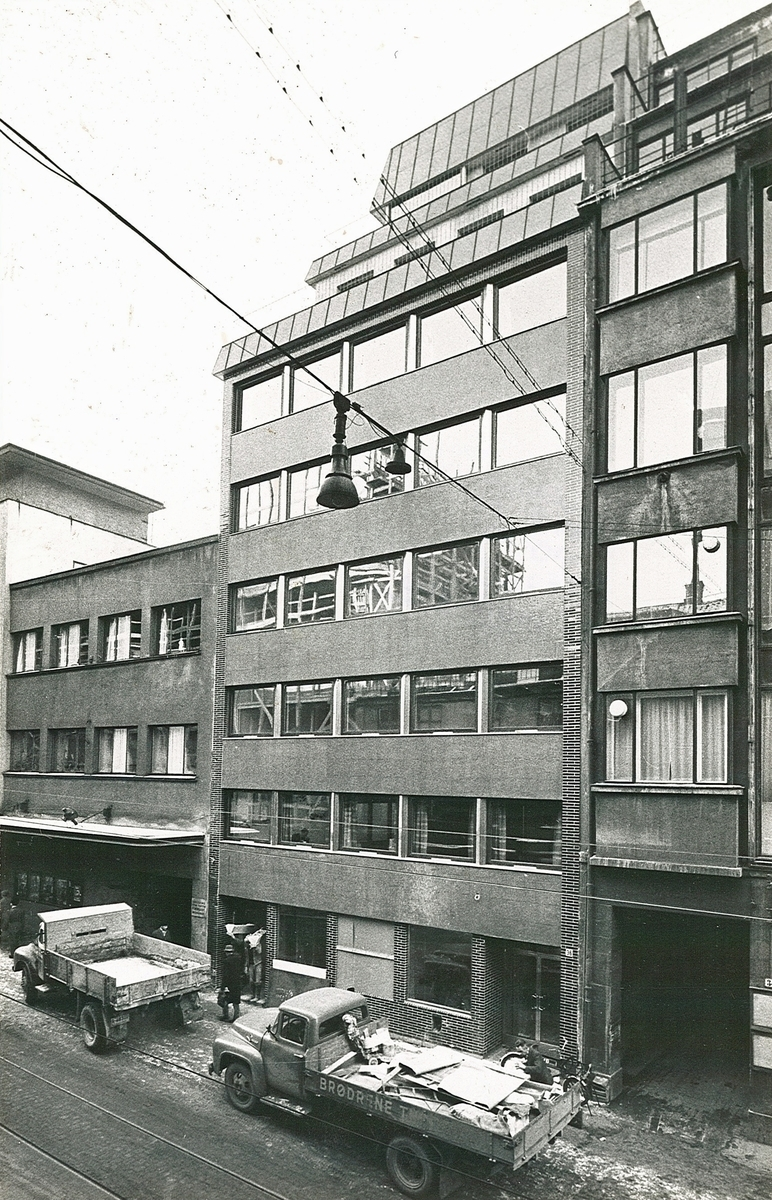
Akersgata 36 a 38
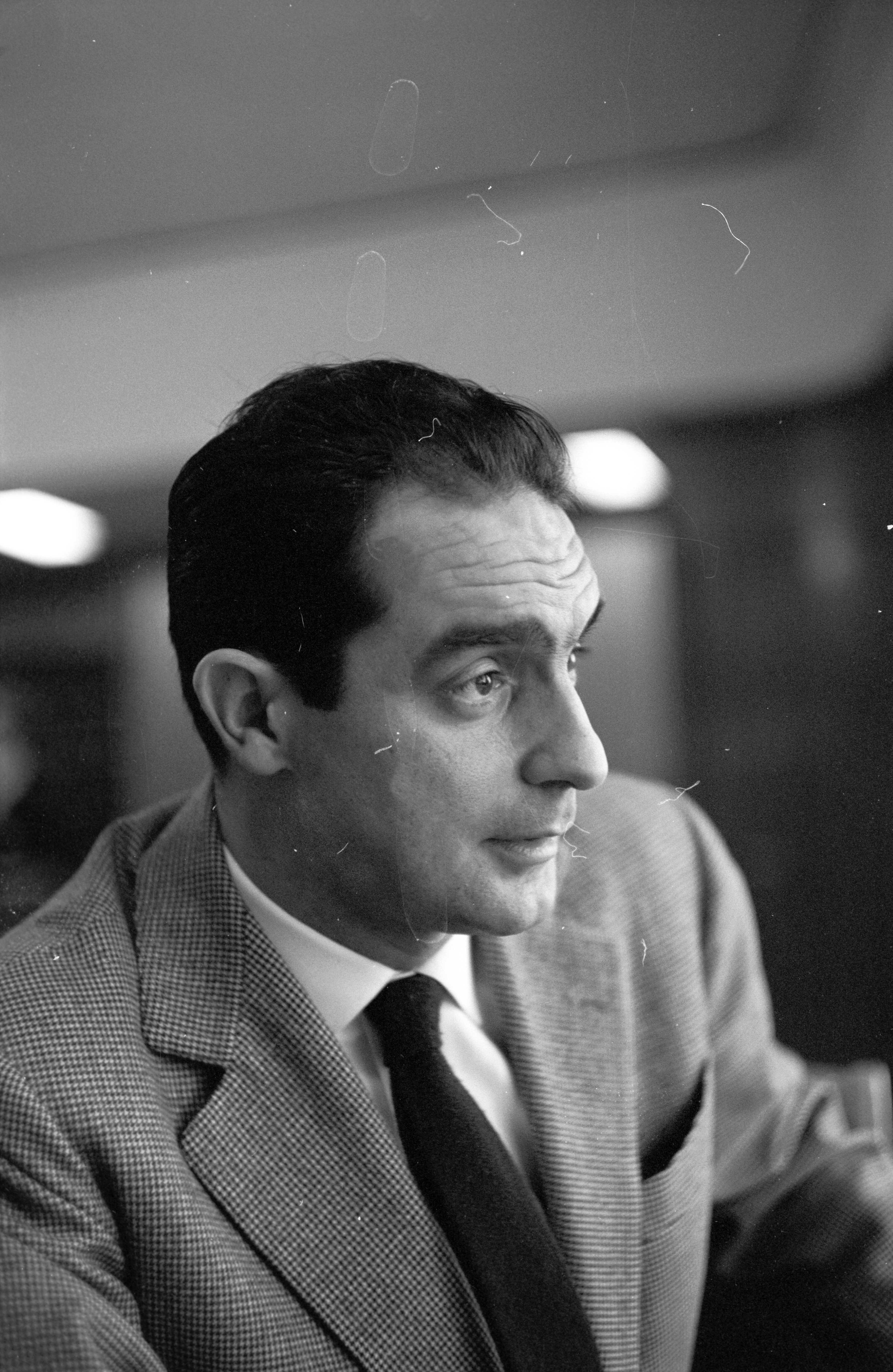
Italo Calvino, Oslo, 1961
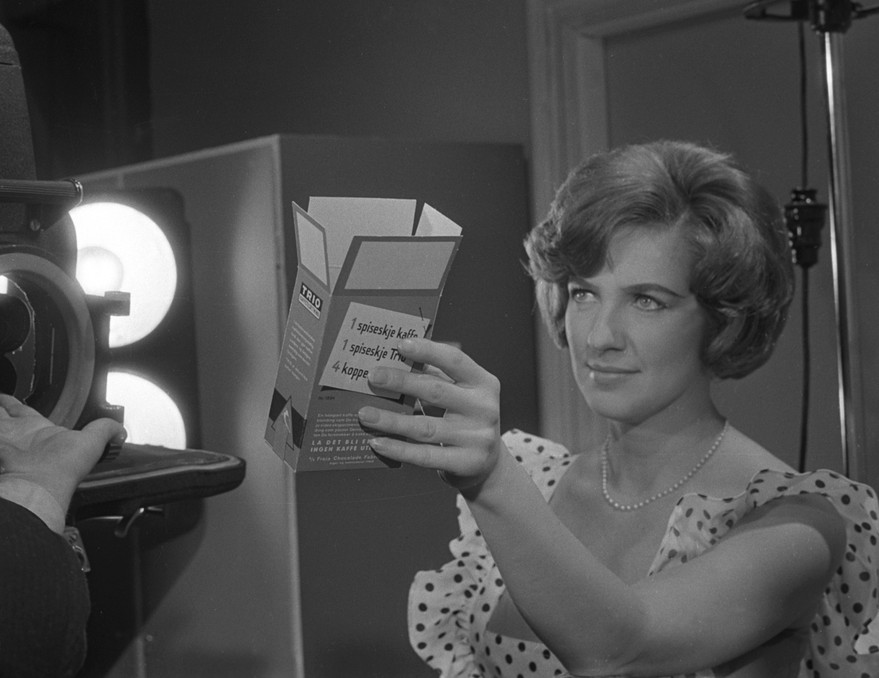
Sølvi Wangová, 1960